# Campionati del mondo di ciclocross 2010 - Gara maschile Junior
La trentaduesima edizione della gara maschile Junior dei Campionati del mondo di ciclocross 2010 si svolse il 30 gennaio 2010 con partenza ed arrivo a Tábor, nella Repubblica Ceca, su un percorso iniziale di 160 m più un circuito di 3,1 km da ripetere 5 volte per un totale di 15,66 km. La vittoria fu appannaggio del ceco Tomas Paprstka, il quale terminò la gara in 40'30", precedendo il francese Julian Alaphilippe e l'olandese Emiel Dolfsma.
I ciclisti che presero il via furono 61, dei quali 59 completarono la gara.

## Squadre partecipanti
| N. ciclisti | Cod. | Squadra       |
| ----------- | ---- | ------------- |
| 4           | BEL  | Belgio        |
| 4           | CAN  | Canada        |
| 5           | CZE  | Rep. Ceca     |
| 1           | DEN  | Danimarca     |
| 5           | FRA  | Francia       |
| 4           | GER  | Germania      |
| 3           | GBR  | Gran Bretagna |
| 5           | ITA  | Italia        |

| N. ciclisti | Cod. | Squadra     |
| ----------- | ---- | ----------- |
| 4           | LUX  | Lussemburgo |
| 5           | NLD  | Paesi Bassi |
| 2           | POL  | Polonia     |
| 2           | ROM  | Romania     |
| 2           | SVK  | Slovacchia  |
| 4           | ESP  | Spagna      |
| 3           | SUI  | Svizzera    |
| 5           | USA  | Stati Uniti |

## Classifica (Top 10)
| Pos. | Corridore               | Squadra     | Tempo   |
| ---- | ----------------------- | ----------- | ------- |
| 1    | Tomas Paprstka          | Rep. Ceca   | 40'30"  |
| 2    | Julian Alaphilippe      | Francia     | s.t.    |
| 3    | Emiel Dolfsma           | Paesi Bassi | a 9"    |
| 4    | Matej Lasak             | Rep. Ceca   | a 19"   |
| 5    | Gianni Vermeersch       | Belgio      | a 20"   |
| 6    | Gert-Jan Bosman         | Paesi Bassi | a 39"   |
| 7    | David Menut             | Francia     | a 48"   |
| 8    | David van der Poel      | Paesi Bassi | s.t.    |
| 9    | Laurens Sweeck          | Belgio      | a 56"   |
| 10   | Michiel van der Heijden | Paesi Bassi | a 1'00" |